# Волосівка (Житомирський район)
Волосі́вка — село в Україні, у Вільшанській сільській територіальній громаді Житомирського району Житомирської області. Чисельність населення становить 636 осіб (2001). У 1923—59 роках — адміністративний центр колишньої однойменної сільської ради.

## Населення
За довідником 1885 року в селі мешкало 667 осіб, налічувалося 73 дворових господарств. Наприкінці 19 століття в селі проживало 926 осіб, з них 875 православних обох статей, 31 римокатолик та 20 юдеїв.
Відповідно до результатів перепису населення Російської імперії 1897 року, загальна кількість мешканців села становила 1 038 осіб, з них православних — 1 005, чоловіків — 504, жінок — 534.
На початку 20 століття у селі налічувалося 982 жителі, дворів — 153, у 1906 році — 1 002 мешканці, дворів — 158, у 1923 році — 1 500 жителів, дворів — 319.
Відповідно до перепису населення СРСР 17 грудня 1926 року, чисельність населення становила 1 561 особу, з них 759 чоловіків та 802 жінки; за національністю: українців — 1 502, євреїв — 8, поляків — 51. Кількість господарств — 327, з них несільського типу — 10.
Відповідно до результатів перепису населення СРСР, кількість населення станом на 12 січня 1989 року становила 714 осіб. Станом на 5 грудня 2001 року, відповідно до перепису населення України, кількість мешканців села становила 636 осіб.

### Мова
Розподіл населення за рідною мовою за даними перепису 2001 року:
| Мова       | Кількість | Відсоток |
| ---------- | --------- | -------- |
| українська | 633       | 99.53 %  |
| російська  | 3         | 0.47 %   |
| Усього     | 636       | 100 %    |

## Історія
Засноване 1750 року. Згадується у люстрації Київського воєводства 1754 року, перебувало в посесії коронного регента Карвіцького, який сплачував подимне з 90 дворів.
За довідником 1885 року — колишнє власницьке село Карповецької волості Житомирського повіту Волинської губернії. Лежало на річці Тетерів. Були церковна парафія, заїзд, два млини.
Наприкінці 19 століття — село Карповецької волості Житомирського повіту Волинської губернії. Розміщувалося на річці Тетерів, при впадінні до неї Тетерівки, за 60 верст від Житомира, за 7 верст від найближчої поштової станції у Чуднові, за 3 версти від залізничної станції Вільшанка, за 3 версти від сусідніх парафій у селах Карпівці та Кілки, за 4 версти від парафії у с. Бабушки. Власність Третяків, було розвинуте рільниче господарство. Дерев'яну церкву з такою ж дзвіницею збудовано у 1798 році за кошти вірян, на час огляду міцна. При церкві землі 51,5 десятини. До парафії приписана церква у Бейзимівці.
На початку 20 століття — село Красносільської волості Житомирського повіту Волинської губернії, за 64 версти від Житомира.
У 1906 році — село Красносільської волості (3-го стану) Житомирського повіту Волинської губернії. Відстань до повітового центру м. Житомир становила 64 версти, від волосного центру с. Красносілка — 12 верст. Найближче поштово-телеграфне відділення розміщувалося на станції Чуднів-Волинський.
У березні 1921 року, в складі волості, передане до складу новоутвореного Полонського повіту Волинської губернії. У 1923 році включене до складу новоствореної Волосівської сільської ради, яка 7 березня 1923 року увійшла до складу новоутвореного Любарського району Житомирської округи; адміністративний центр ради. Розміщувалося за 25,5 версти від районного центру міст. Любар. 12 січня 1924 року, в складі сільської ради, передане до Чуднівського району Житомирської округи. У червні 1925 року Чуднівський район передано до складу Бердичівської округи. Відстань до районного центру містечка Чуднів становила 6 верст, до окружного центру в Бердичеві — 44 версти, до найближчої залізничної станції Чуднів — 3 версти.
5 березня 1959 року, відповідно до рішення Житомирського облвиконкому № 161 «Про ліквідацію та зміну адміністративно-територіального поділу окремих сільських рад області», внаслідок об'єднання сільських рад, село підпорядковане Кілківській сільській раді Чуднівського району Житомирської області. 30 грудня 1962 року, в складі сільської ради, передане до Бердичівського району Житомирської області, 8 грудня 1966 року повернуте до складу відновленого Чуднівського району.
12 червня 2020 року, відповідно до розпорядження Кабінету Міністрів України № 711-р «Про визначення адміністративних центрів та затвердження територій територіальних громад Житомирської області», територію та населені пункти Кілківської сільської ради включено до складу Вільшанської сільської територіальної громади Житомирського району Житомирської області.

## Відомі люди
- Поліщук Олег Васильович (1978—2015) — солдат Збройних сил України, учасник російсько-української війни.